# Le Mensonge de Nina Petrovna
Pour plus de détails, voir Fiche technique et Distribution.
Le Mensonge de Nina Petrovna est un film français réalisé par Victor Tourjanski et sorti en 1937, d'après l'œuvre de Hans Szekely. C'est le dernier long-métrage de Tourjanski avant son retour en Allemagne.

## Synopsis
Une belle jeune fille russe vient à Vienne en tant que maitresse du Baron Engrem. Elle y rencontre un jeune officier dont elle tombe amoureuse. Pour éviter que son protecteur ne tue son amant en duel, elle va lui faire croire qu'elle ne l'aime plus, mais se rend compte qu'elle est incapable de vivre sans lui.

## Fiche technique
- Réalisation : Victor Tourjanski
- Scénario : T.H. Robert, Henri Jeanson (dialogues), d'après le roman de Hans Szekely
- Photographie : Charlie Bauer
- Montage : Boris de Fast
- Musique : Joe Hajos et Michel Michelet (Michel Levine)
- Société de production	: Solar Films
- Format : Noir et blanc — 35 mm — 1,37:1 — Son : Mono
- Genre : Film dramatique
- Durée : 81 minutes (1 h 21)
- Date de sortie : 
  - France : 7 septembre 1937

## Distribution
- Isa Miranda : Nina Petrovna
- Fernand Gravey : Lieutenant Franz Korff
- Aimé Clariond : Baron Engern
- Annie Vernay : Lisl
- Gabrielle Dorziat : Barone Engern
- Paulette Dubost : Lotte
- Roland Toutain : Tony
- Raymond Galle : L'avocat
- Paul Ollivier : Le général russe
- Raymond Aimos : Le berger
- René Dary
- Paul Demange
- La Houppa[2], chante et danse « La Matchiche »[3].